# Piscicapillaria (Piscicapillaria) baylisi
Piscicapillaria (Piscicapillaria) baylisi is een rondwormensoort. De wetenschappelijke naam van de soort is voor het eerst geldig gepubliceerd in 1987 door Moravec.